# Страговский стадион
Стра́говский стадион (чеш. Velký strahovský stadion) — стадион на вершине Страговского холма в чешском городе Прага. Согласно некоторым источникам, имеет самую большую в мире площадь поля (63 000 м²), а трибуны могут вместить более 220 000 зрителей. Являлся одним из самых известных в Чехословакии строений из железобетонных панелей, строительство которого внесло вклад в разработку технологий современного строительства. Основным назначением было проведение слётов Сокольского движения.

## История

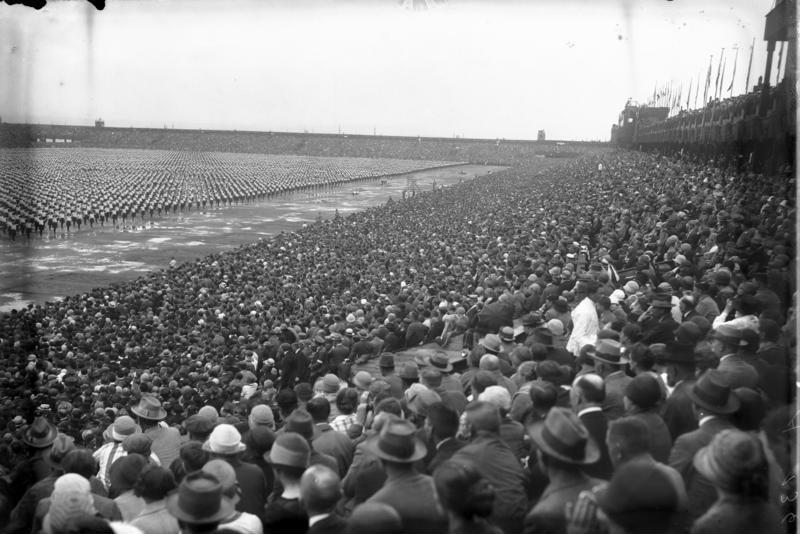
Всесокольский слёт 1932 года

Строительство первого деревянного стадиона на данном месте было начато в 1926 году для проведения VIII Всесокольского слёта. Автором проекта был Алоис Дриак. Спустя 6 лет стадион был модернизирован для проведения IX Всесокольского слета. На обоих слётах присутствовал президент Чехословакии Томаш Масарик. Пик посещаемости стадиона пришелся на июль 1938 года, когда на стадионе, известном в то время как Масариков государственный стадион, прошел X Всесокольский слет.
После Второй мировой войны стадион расширялся: в 1947, 1948 и 1975 годах. В то время стадион принял современный вид. На стадионе проходили Национальные и Чехословацкие спартакиады, исключение составил лишь 1970 год, когда в результате подавления Пражской весны был осуществлен ввод в Чехословакию войск стран Варшавского договора. Последняя социалистическая спартакиада прошла в 1985 году, а запланированная на 1990 год — не была проведена. Первое масштабное спортивное мероприятие Чешской Республики, XII Всесокольский слёт прошел с участием президента Вацлава Гавела в 1994 году. Дальнейшие спартакиады (2000, 2006, 2012 года) проводятся на Рошицкем стадионе.
18 августа 1990 года здесь проходил один из крупнейших рок-концертов Rolling Stones: его посетило примерно 110 000 человек, включая президента ЧР Вацлава Гавела. В любом случае, после Бархатной революции 1989 года данное строение долгое время не использовалось, что привело к аварийному состоянию, на поле начали расти деревья и сорняки. Был разработан ряд проектов сноса здания, но в конце было решено здание сохранить. В начале XXI века с финансовой помощью городской администрации футбольный клуб «Спарта» провел реконструкцию, в результате которой поле было разделено на 7 футбольных полей стандартного размера поля для мини-футбола, в том числе с искусственными газонами. Также существовали планы реконструкции стадиона в случае проведения Олимпиады 2016 в Праге, но пражская заявка не вышла в финал. Также рассматриваются возможности сноса большинства зданий на вершине Страговского холма (стадиона и общежитий ЧВУТ) для застройки элитной недвижимостью, гостиницами и торговыми центрами, так как с холма открывается красивый вид на исторический центр Праги, высока транспортная доступность и район соседствует с рядом пражских достопримечательностей: Петржинская башня, Страговский монастырь, район Мала Страна и др.
По соседству со стадионом находится крупнейший в Чехии кампус студенческих общежитий Чешского технического университета, которые изначально были построены в 1970-х годах для нужд стадиона.

## Концерты
- Rolling Stones — 18 августа 1990 и 5 августа 1995 года, 110 и 127 тысяч посетителей
- Guns N' Roses — 20 мая 1992, 60 тысяч зрителей
- Bon Jovi — 4 сентября 1993
- Aerosmith — 27 мая 1994
- Pink Floyd — 7 сентября 1994, 115 тысяч зрителей
- U2 — 14 августа 1997, 75 тысяч зрителей
- AC/DC — 12 июня 2001, 25 тысяч зрителей
- Ozzfest — 30 мая 2002, 30 тысяч зрителей.

## Параметры
- Трибуны: 220 000 мест, из них 56 000 сидячих
- Размер: 310,5×202,5 м
- Площадь: 62 876 м²